# Sorbus lanata
Sorbus lanata är en rosväxtart som först beskrevs av David Don, och fick sitt nu gällande namn av Johannes Conrad Schauer. Sorbus lanata ingår i släktet oxlar, och familjen rosväxter. Inga underarter finns listade i Catalogue of Life.